# Roberto José Lovera Vidal
Roberto José Lovera Vidal   (Montevideo, 14 de novembre de 1922 - Montevideo, 22 de juny de 2016) fou un jugador de bàsquet uruguaià, que jugava  en la posició de base, que va competir durant les dècades de 1940 i 1950.
El 1948 va prendre part en els Jocs Olímpics de Londres, on fou cinquè en la competició de bàsquet. Quatre anys més tard, als Jocs de Hèlsinki, guanyà la medalla de bronze en la mateixa competició. En aquests darrers Jocs fou el capità de l'equip.
El 1954 fou sisè en el Campionat del món de bàsquet. També va ser campió sud-americà el 1947, 1949 i 1953 i va guanyar la plata el 1943 i 1945. A nivell de clubs va jugar tota la seva carrera al Club Atlético Olimpia.